# Coelorinchus gladius
Coelorinchus gladius es una especie de peces Gadiformes de la familia Macrouridae.

## Hábitat
Es un pez bentopelágico de aguas  tropicales que vive entre 296-647 m de profundidad.

## Distribución geográfica
Se encuentra en las islas de Hawái.